# Teoria analogista
Nella storia della letteratura latina, la teoria analogista propugnò la necessità di conservare la massima aderenza alle regole grammaticali tradizionali e il rifiuto che esse si adeguino ai cambiamenti intervenuti nella lingua parlata.
La teoria analogista fu sostenuta in particolare da Gaio Giulio Cesare nel De analogia, del quale si conservano soltanto pochi frammenti, e da Lucio Accio nel Didascalica, opera parimenti perduta. Alla teoria analogista si richiamavano gli atticisti.